# Buland Darwaza

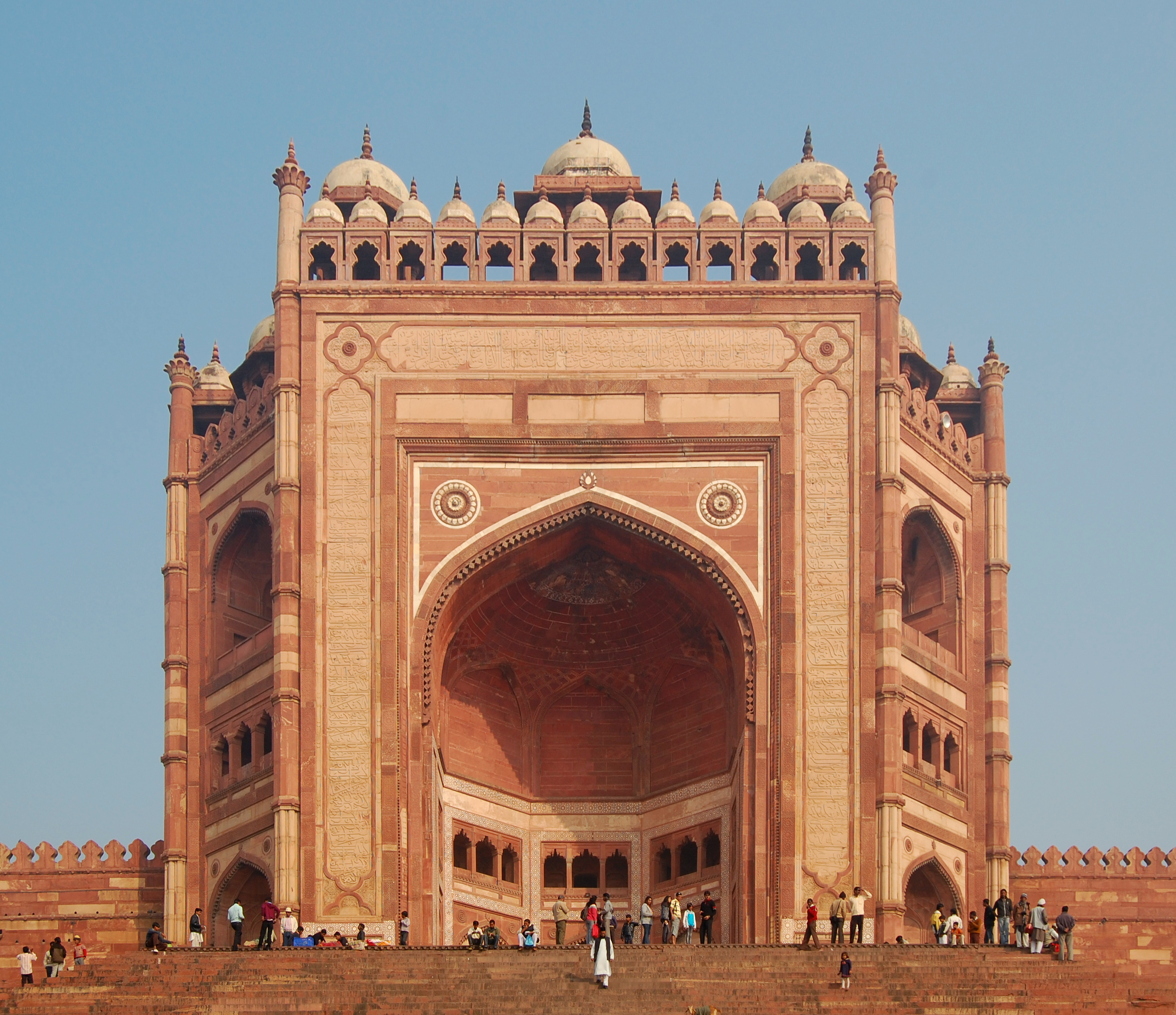
Buland Darwaza (Außenseite)

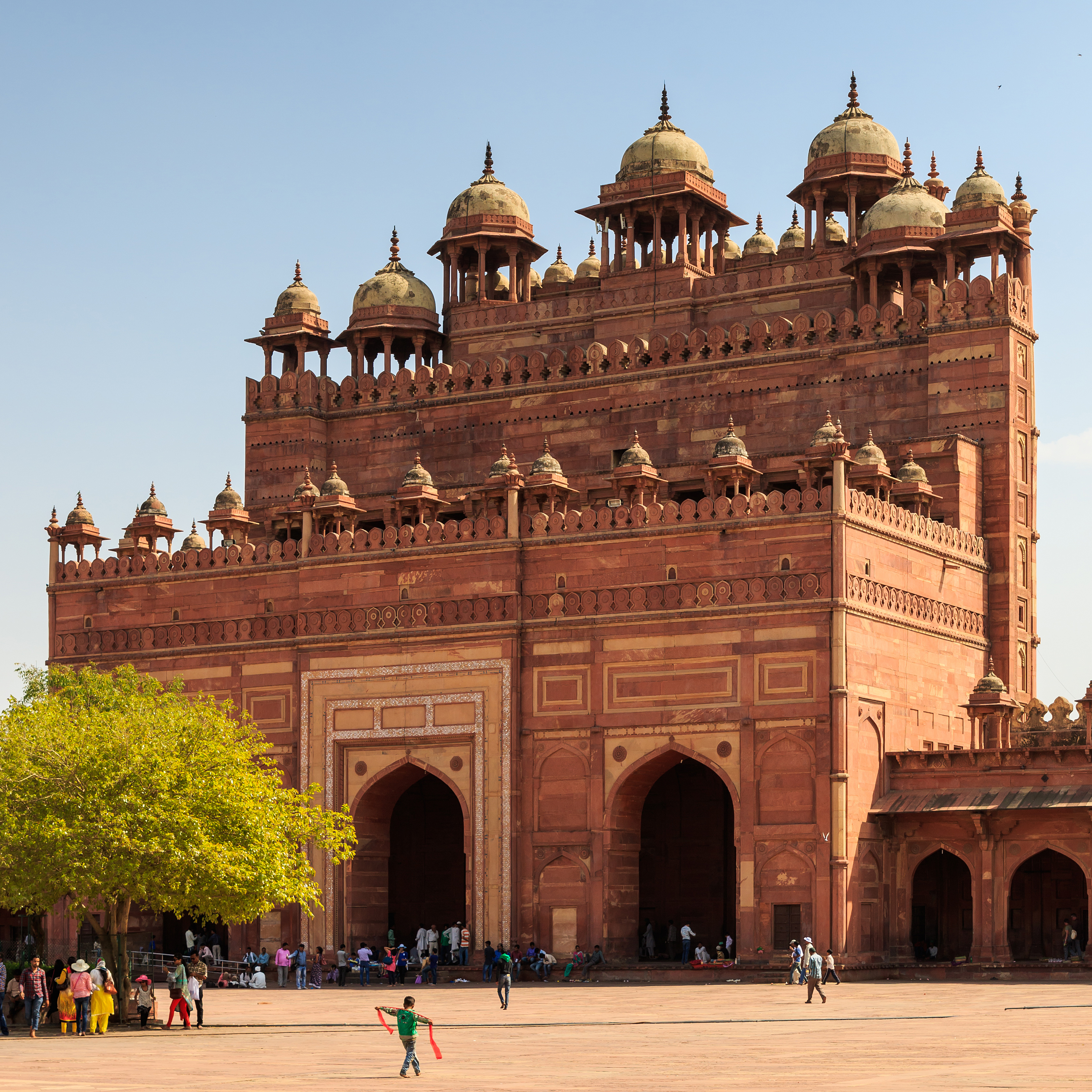
Buland Darwaza (Innenseite)

Das Buland Darwaza (Hindi बुलन्द दरवाज़ा, Urdu بُلند دروازه = „großes Tor“) an der Freitagsmoschee von Fatehpur Sikri (Uttar Pradesh) ist der größte Torbau Indiens und einer der größten weltweit. Das Tor ist eines der markantesten Bauwerke der Mogul-Architektur.

## Geschichte
Der Torbau wurde im Auftrag des Großmoguls Akbar in den Jahren 1572/73 zur Feier der Unterwerfung des Sultanats von Gujarat als Teil der Freitagsmoschee (Jama Masjid) in der von ihm kurz zuvor neugegründeten Hauptstadt Fatehpur Sikri errichtet.

## Architektur
Steinmaterial
Der Kern des nach Süden gerichteten ca. 41 m hohen und von außen über einen monumentalen 42-stufigen und ca. 12,50 m hohen Treppenaufgang erreichbaren Torbaus besteht aus gebrannten Ziegelsteinen; diese wurden mit glatt geschliffenen Platten aus rötlichem oder gelblichem Sandstein verkleidet. Darüber hinaus finden sich einige wenige Inkrustationen aus weißem Marmor. Alle Steine stammen aus nahegelegenen Steinbrüchen.
Grund- und Aufriss
Der Grundriss der Außenseite ist trapezförmig; die Innenseite ist dagegen hallenartig – ihre Dreiportaligkeit erinnert an das auch in der islamischen Architektur bekannte Triumphbogenschema. Während der äußere Mittelteil beinahe zur Gänze von einem hohen Portalrahmen (pischtak) mit einem inneren Portalbogen (iwan) eingenommen wird, sind die beiden Seitenteile durch unterschiedlich gestaltete Emporen gegliedert. Alle Bauteile werden von kleinen Kuppelpavillons (chhatris) überhöht; außerdem ragen in den Ecken vier kleine Pfeilerspitzen (guldastas) in die Höhe.
Baudekor
Neben der architektonischen Gliederung gibt es einige wenige abstrakt-geometrische Dekorelemente:
- ein den Portalbogen allseits umschließender Rahmen, dessen drei Flächen mit kalligraphischen Inschriftbändern versehen sind
- zwei Lotosrosetten in den oberen Zwickeln des Portalbogens
- ein glückbringendes Dekor aus aneinandergebundenen umgedrehten Vasen bzw. Krügen (kalashas) im Portalbogen

## Inschrift
Eine der kalligraphischen Inschriften am Portal lautet:
„Jesus, der Sohn Marias, sagte: Die Welt ist eine Brücke – geh hinüber, aber baue kein Haus darauf. Derjenige der Hoffnung für einen Tag hat, mag auch auf die Ewigkeit hoffen. Die Welt dauert eine Stunde – verbringe sie im Gebet. Der Rest ist unbekannt.“